# Kansai Ki-in Primo Posto
Il Kansai Ki-in Primo Posto (in giapponese: 関西棋院第一位決定戦) è un torneo professionistico di Go giapponese, organizzato dalla Kansai Ki-in.

## Storia
Il torneo si disputa a partire dal 1957, sponsorizzato dal quotidiano Sanyo Shinbun. Fino al 1964, il torneo era a eliminazione diretta, con finale singola; dal 1965 al 2006, la finale è stata disputata al meglio delle tre partite; dal 2007 il torneo determina (con finale secca) lo sfidante del detentore del titolo, che si disputa al meglio dei tre incontri.
Shoji Hashimoto ha vinto il titolo per dodici volte, ed è stato nominato «Kansai Ki-in Primo Posto onorario».

## Albo d'oro
| Edizione | Anno | Vincitore          | Punteggio | Finalista          |
| -------- | ---- | ------------------ | --------- | ------------------ |
| 1        | 1957 | Sunao Sato         | 1-0       | Dogen Handa        |
| 2        | 1958 | Dogen Handa        | 1-0       | Shoji Hashimoto    |
| 3        | 1959 | Naoki Miyamoto     | 1-0       | Hitomi Fujiki      |
| 4        | 1960 | Dogen Handa        | 1-0       | Shin Tainaka       |
| 5        | 1961 | Dogen Handa        | 1-0       | Sunao Sato         |
| 6        | 1962 | Yasuo Koyama       | 1-0       | Naoki Miyamoto     |
| 7        | 1963 | Shuchi Kubouchi    | 1-0       | Kazuo Akagi        |
| 8        | 1964 | Sunao Sato         | 1-0       | Shuchi Kubouchi    |
| 9        | 1965 | Shoji Hashimoto    | 2-0       | Yutaka Shiraishi   |
| 10       | 1966 | Shoji Hashimoto    | 2-0       | Shuchi Kubouchi    |
| 11       | 1967 | Shoji Hashimoto    | 2-1       | Toshio Sekiyama    |
| 12       | 1968 | Utaro Hashimoto    | 2-0       | Shin Tainaka       |
| 13       | 1969 | Utaro Hashimoto    | 2-0       | Dogen Handa        |
| 14       | 1970 | Shoji Hashimoto    | 2-0       | Sunao Sato         |
| 15       | 1971 | Shoji Hashimoto    | 2-0       | Naoki Miyamoto     |
| 16       | 1972 | Shoji Hashimoto    | 2-0       | Hiroaki Tono       |
| 17       | 1973 | Shoji Hashimoto    | 2-0       | Yoshihisa Miyamoto |
| 18       | 1974 | Shoji Hashimoto    | 2-0       | Hiroaki Tono       |
| 19       | 1975 | Kunihisa Honda     | 2-1       | Kunio Oyama        |
| 20       | 1976 | Kunihisa Honda     | 2-1       | Shoji Hashimoto    |
| 21       | 1977 | Toshio Sekiyama    | 2-0       | Shinzo Ishii       |
| 22       | 1978 | Shoji Hashimoto    | 2-0       | Seido Ota          |
| 23       | 1979 | Shoji Hashimoto    | 2-0       | Utaro Hashimoto    |
| 24       | 1980 | Utaro Hashimoto    | 2-1       | Shinzo Ishii       |
| 25       | 1981 | Sunao Sato         | 2-1       | Toshio Sekiyama    |
| 26       | 1982 | Kunio Oyama        | 2-1       | Satsuo Ushinohama  |
| 27       | 1983 | Yuichi Sonoda      | 2-0       | Yutaka Shiraishi   |
| 28       | 1984 | Yuichi Sonoda      | 2-0       | Satsuo Ushinohama  |
| 29       | 1985 | Satsuo Ushinohama  | 2-0       | Yuichi Sonoda      |
| 30       | 1986 | Yoshihisa Miyamoto | 2-0       | Satsuo Ushinohama  |
| 31       | 1987 | Hiroaki Tono       | 2-0       | Yutaka Shiraishi   |
| 32       | 1988 | Shoji Hashimoto    | 2-1       | Yuichi Sonoda      |
| 33       | 1989 | Hiroaki Tono       | 2-1       | Toshiya Imamura    |
| 34       | 1990 | Shoji Hashimoto    | 2-1       | Yoshihisa Miyamoto |
| 35       | 1991 | Toshio Sekiyama    | 2-0       | Yasuo Koyama       |
| 36       | 1992 | Tetsuya Kiyonari   | 2-1       | Shozo Kurahashi    |
| 37       | 1993 | Yutaka Shiraishi   | 2-1       | Katsuaki Kubo      |
| 38       | 1994 | Toshiya Imamura    | 2-1       | Yuichi Sonoda      |
| 39       | 1995 | Yuichi Sonoda      | 2-0       | Naoki Miyamoto     |
| 40       | 1996 | Satoshi Yuki       | 2-1       | Kunihisa Honda     |
| 41       | 1997 | Kunihisa Honda     | 2-0       | Yuichi Sonoda      |
| 42       | 1998 | Toshiya Imamura    | 2-1       | Shoji Hashimoto    |
| 43       | 1999 | Naoki Moriyama     | 2-1       | Sunao Hasegawa     |
| 44       | 2000 | Toshiya Imamura    | 2-1       | Sunao Hasegawa     |
| 45       | 2001 | Kunihisa Honda     | 2-1       | Katsuaki Kubo      |
| 46       | 2002 | Toshiya Imamura    | 2-1       | Masayuki Kurahashi |
| 47       | 2003 | Hideyuki Sakai     | 2-1       | Mitsuhisa Yukawa   |
| 48       | 2004 | Tetsuya Kiyonari   | 2-1       | Hideyuki Sakai     |
| 49       | 2005 | Shigeaki Yokota    | 2-0       | Nakano Yasuhiro    |
| 50       | 2006 | Satoshi Yuki       | 2-0       | Naoki Yata         |
| 51       | 2007 | Satoshi Yuki       | 2-1       | Hideyuki Sakai     |
| 52       | 2008 | Satoshi Yuki       | 2-1       | Tetsuya Kiyonari   |
| 53       | 2009 | Satoshi Yuki       | 2-1       | Toshiya Imamura    |
| 54       | 2010 | Daisuke Murakawa   | 2-0       | Satoshi Yuki       |
| 55       | 2011 | Hideyuki Sakai     | 2-0       | Daisuke Murakawa   |
| 56       | 2012 | Hideyuki Sakai     | 2-0       | Daisuke Murakawa   |
| 57       | 2013 | Hideyuki Sakai     | 2-0       | Yutaka Furuya      |
| 58       | 2014 | Satoshi Yuki       | 2-1       | Hideyuki Sakai     |
| 59       | 2015 | Satoshi Yuki       | 2-0       | Yasuhiro Nakano    |
| 60       | 2016 | Satoshi Yuki       | 2-0       | Daisuke Murakawa   |
| 61       | 2017 | Yu Zhengqi         | 2-0       | Satoshi Yuki       |
| 62       | 2018 | Yu Zhengqi         | 2-0       | Shigeaki Yokota    |
| 63       | 2019 | Yu Zhengqi         | 2-0       | Koki Watanabe      |
| 64       | 2020 | Yu Zhengqi         | 2-0       | Daisuke Murakawa   |
| 65       | 2021 | Yu Zhengqi         | 2-0       | Atsushi Sada       |
| 66       | 2022 | Yu Zhengqi         | 2-0       | Daisuke Murakawa   |
| 67       | 2023 | Yu Zhengqi         | 2-0       | Atsushi Sada       |
| 68       | 2024 | Yu Zhengqi         | 2-1       | Seto Taiki         |
| 69       | 2025 | in corso           | in corso  | in corso           |